# 伊基·阿塞莉娅
阿默西斯特·阿梅莉亚·凱莉（英語：Amethyst Amelia Kelly，1990年6月7日—），艺名伊姬·阿潔莉亞（英語：Iggy Azalea，/əˈzeɪljə/)），是来自澳大利亚新南威尔士州马伦宾比的饒舌歌手和模特兒。16岁时，伊基前往美国投身嘻哈音乐，先是在佛罗里达州迈阿密落脚，随后辗转德克萨斯州休斯敦和乔治亚州亚特兰大。因其单曲《Pu$$y》和《Two Times》的争议性MV在YouTube上疯传，首次获得认可。2011年9月，她推出了个人首张混音专辑《懵懂艺术》（Ignorant Art），随后跟同在亚特兰大落脚的饶舌歌手T.I.结盟。2012年3月，T.I.宣布阿潔莉亞签约自己的唱片公司Grand Hustle。2012年7月，她发布了名为《荣耀》的EP，T.I.任执行制作。后来，她投奔职业模特领域，成了威廉敏娜模特公司的代表，被誉为“李维斯的新面孔”。同样在2012年，伊基成为首位登上《XXL》年度十大新秀特刊封面的首位女性非美裔饶舌歌手。
跟唱片公司闹矛盾后，她的首张录音室专辑《新派古典》（The New Classic）于2014年4月21日亮相，由Virgin EMI和Def Jam Recordings发行。专辑在全球数个榜单以前五位登录，获得褒贬不一的评价。专辑有四首单曲《工作》、《反弹》、《改变生活》（T.I.客串）和《绚丽》（Charli XCX客串）。《绚丽》（Fancy）随后在美国告示牌百强单曲榜登顶，成为第四位登顶该榜单的女性独唱饶舌歌手。此外，伊姬和爱莉安娜·格兰德合作的歌曲《难题》在百强单曲榜中位列第二，与披头士乐队一同成为占据榜单状元和榜眼的艺人。此外，伊姬接过女性饶舌歌手莉兒·金百强单曲榜占据榜首最长时间的接力棒，跟这位在近十年的百强榜历史中享受无人能打破的记录的女性，并列第五位。

## 早年

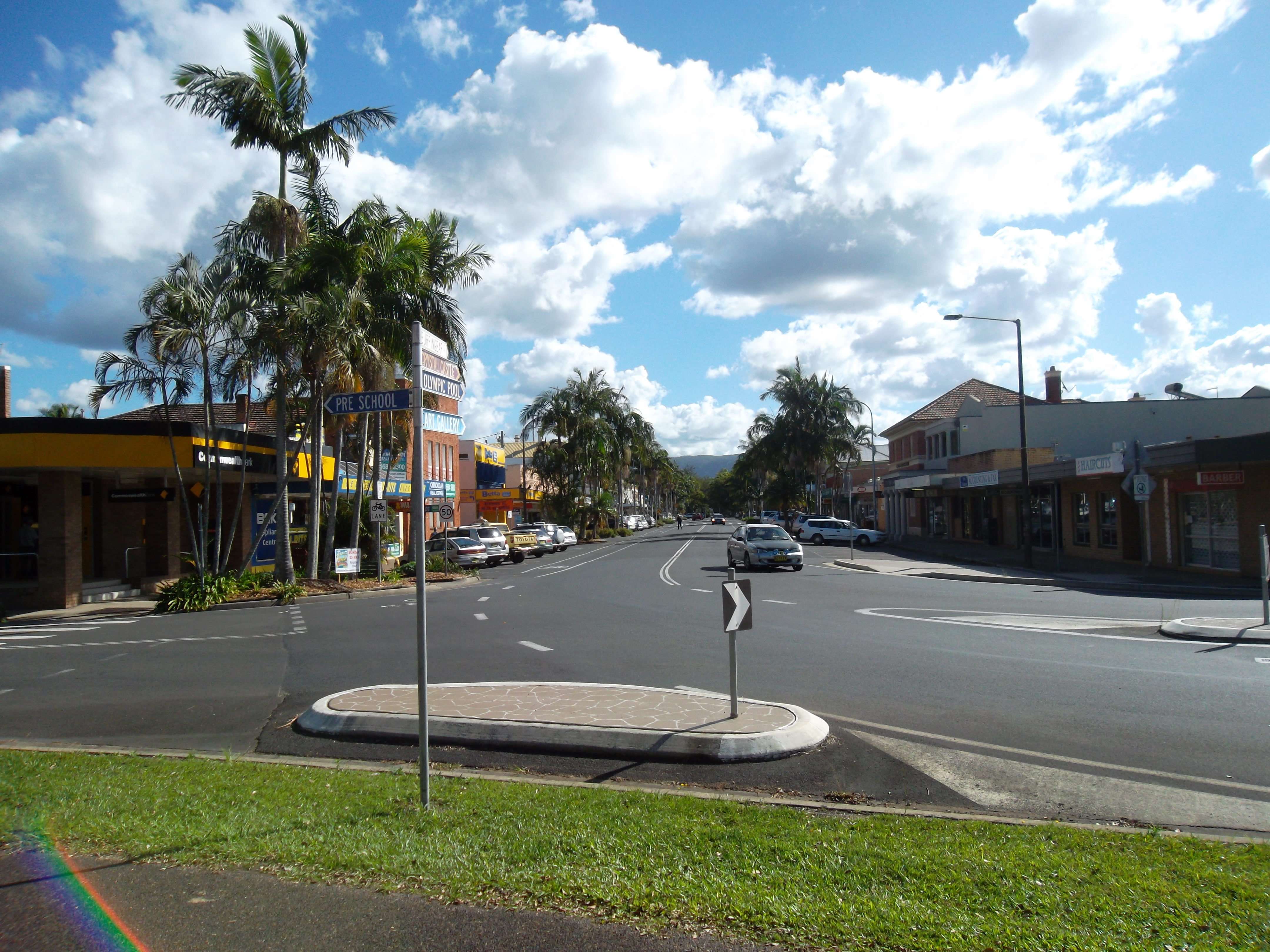
阿塞莉娅的故乡马伦宾比

伊基·阿塞莉娅原名阿米菲斯特·阿米莉亚·凱莉，生于澳大利亚悉尼。在她还是个婴儿的时候，家人搬到了新南威尔士州马伦宾比。父亲围了5公顷（12英亩）的土地，用泥砖亲手建造房子，他就是漫画家布伦丹·凯利(Brendan Kelly)。母亲谭亚(Tanya Kelly)从事家政和酒店服务工作，除此之外，她还有一个妹妹艾默拉德(Emerald Kelly)及一个弟弟馬蒂亞斯(Mathias Kelly)。阿塞莉娅表示自己有一点原住民（澳大利亚土著）的血统：“我的家人跟随第一舰队来到澳大利亚，家人一直在这个国家生活了超过100年。如果你的家人在澳大利亚待了很久，那么每个人多多少少都会有点（原住民血统）的。我知道家人的眼光是原住民传下来的。“而她的姓凯莉则源自爱尔兰。阿塞莉娅表示父亲让她在十几岁时接受艺术熏陶，后来这一直影响到的她生活和工作。阿塞莉娅14岁开始说唱。着手准备独唱生涯前，阿塞莉娅跟邻居的两个女孩组建了一支乐队：“我当时想，我可能会像TLC和左眼那样当饶舌歌手。”阿塞莉娅最终解散了乐队，因为其他女孩根本不把它当回事：“我把一切做得很认真，我太有竞争力了。”
对欲望的渴求让她在高中时辍学搬到美国。她跟母亲打扫酒店客房和度假屋赚到钱。她表示讨厌学校课程，其中美术课让她苦不堪言。她还表示自己没有朋友，自制的衣服被人讥讽。2006年，刚过16岁的阿塞莉娅前往美国。她骗父母称要跟一个朋友去度假，最终决定留在那儿，不久之后告知父母再也不回家了：“我被美国吸引住了，因为我呆在祖国感觉像个局外人，我爱上了嘻哈，美国是它的发祥地，所以我想要更亲近音乐，这也让我更快乐。我是对的。”她回忆称：“我妈妈哭着说，‘注意安全’。我在想，“我竟然独自前往，真是疯了！”抵达美国后，她获得普通教育发展证书和住在美国六年免签证，每三个月离开国家可续签。她目前在美国有五年的特殊人才签证，但此前赚的钱是非法的。

## 音乐生涯

### 2010-11：移居美国开始生涯
刚刚来到美国时，阿塞莉娅住在佛罗里达州迈阿密，后来短暂居住在德克萨斯州休斯敦，又在佐治亚州亚特兰大呆了几年，与地牢家族（Dungeon Family）的成员Backbone工作。她的艺名来自小时候养过的狗伊基，以及她所长大的阿塞莉娅街。她说人们之所以会嘲笑她，是因为“他们认为我的饶舌烂极了。”不过在嘲笑声中成长的她学会了如何将其抛诸脑后。同时，她遇见了不断怂恿她搬到洛杉矶的环球唱片公司员工，于是在2010年夏季，她决定前往，短暂加盟环球唱片。
2011年9月27日，阿塞莉娅发行了她的首个足本项目——名为《无知的艺术》（Ignorant Art）的混音带，她表示制作该带“意在使人质疑和重新定义旧有理想”。单曲《Pu$$y》由YG、乔·摩西、雪佛兰·琼斯和Problem客串，被列入混音带。2011年11月，她发布了由Alex/2tone导演的歌曲《我的世界》MV，前摔角手、人物演员蒂尼·李斯特友情客串，这让她在网上赢得更多的关注。“它就像把90年代视频大预算环境下的所有荒谬揉在一起以便切碎。”2011年12月，阿塞莉娅透露将发布录音棚处女作专辑《新派古典》（The New Classic，尽快跟唱片公司签署合同。“一旦被整理出来，我就为专辑建立了大体的声效和创作方向，就能知道艺术家如何作动态的协作。”2012年1月11日，阿塞莉娅发布了《最后一支歌》（The Last Song）的视频，是《无知的艺术》的第三个MV。接受《告示牌》杂志于1月27日发表的采访时，阿塞莉娅暗示要跟环球唱片签约，同时还透露《新派古典》有望在6月份发布，首支单曲于3月提前亮相。

### 2012：厂牌问题和《荣耀》
伊基·阿塞莉娅随后接触南方说唱歌手T.I.，寻求首张专辑的方向。两人通了一次电话后，T.I.成为《新派经典》的执行制作。当时，伊基看准夏季的时机发布《新派经典》：“如果一切按部就班，我的专辑将在6月面世，那么灌录要在月底开始了。”然而，Interscope不让T.I.继续参与到专辑的制作中，阿塞莉娅选择不跟主流厂牌签约，仍跟Grand Hustle Records保持独立合约，直至首张专辑再次跳票。2012年年初，阿塞莉娅登上《XXL》杂志封面，与弗伦奇·莫塔纳、机枪凯利、丹尼·布朗、Hopsin和罗斯科·达许等人入选其“十大新人”排行榜。2012年3月1日，T.I.宣布阿塞利亚与Chip和Trae tha Truth正式加盟Grand Hustle Records。2012年3月26日，阿塞莉娅透过Youtube账户发布了《新派经典》的预定主打单曲《Murda Bizness》。这首歌由Bei Maejor制作，T.I.客串。
2012年4月，阿塞莉娅透过其Twitter帐号宣布计划发行名为《荣耀》的迷你专辑，五月份又表示：“为《荣耀》奋斗最后两个星期，现在恨不得有三头六臂。阿塞粉需要点新鲜感。”同样在四月份，阿塞莉娅与格莱美奖提名制作人Diplo和Fki，参演了加拿大时装零售商SSENSE史上首个完全交互式商店音乐录音带。2012年5月，T.I.在MTV的HipHopPov上，证实阿塞莉娅尚未跟Grand Hustle Records担保唱片分发，并称其为“自由人”。阿塞莉娅后来接受采访时透露，正在跟Interscope和Def Jam等其他厂商洽谈。阿塞莉娅还透露与史蒂夫·青木和安格尔·迪马斯合作电子歌曲《Beat Down》，定于2012年5月31日发布。
2012年6月24日，阿塞莉娅发布迷你专辑《荣耀》的第二首单曲《百万富翁不称职》。7月21日，《Murda Bizness》的官方MV在网上公布。《荣耀》并未如期于5月发布，改在2012年7月30日发布。阿塞莉娅跟Tyga和Kirko Bangz将参演MTV“2012年圆梦之旅”（2012 Closer To My Dreams Tour）巡演。2012年9月28日，阿塞莉娅宣布于2012年10月11日发布个人第二个混音专辑《TrapGold》，Diplo和FKi担任制作。随后，她首都透露歌曲《Bac 2 Tha Future（My Time》的声效。2012年10月9日，阿塞莉娅在T.I.、B.o.B等Grand Hustle艺人的陪同下，首次亮相美国国家电视台2012年BET嘻哈奖。当月的晚些时候，她踏上另一个北美小型巡演之路——摇滚国度歌手丽塔·奥拉的“奥拉之旅”。阿塞莉娅随后踏上欧洲巡演，宣传《TrapGold》。2012年12月16日，阿塞莉娅与娜塔莎·贝汀菲儿、布特斯·柯林斯，在年度节目《VH1 Divas》上，翻唱了Deee-Lite1990年的迪斯科单曲《欢乐在我心》。

### 2013-2014：《新派古典》
2013年1月-2月，正创作宣布于夏季发行《新派古典》（The New Classic）和单曲的同时，阿塞莉娅担任了丽塔·奥拉“放射性”英国巡演的开场嘉宾。在巡演上，阿塞莉娅首次演出其首支单曲《Work》，该曲是她首张个人专辑的主打单曲。2013年2月11日，该单曲在BBC电台一台Xtra首播。2013年2月13日，阿塞莉娅签约水星唱片。《Work》的MV由乔纳斯&弗朗索瓦执导，2013年3月13日发布。2013年3月，阿塞莉娅还加盟著名东海岸嘻哈歌手纳斯《生活就是好》（Life is Good）欧洲站巡演。
2013年4月15日，Vevo宣布阿塞莉娅作为2013年第二位LIFT艺术家，将参与时装节现场演出、时尚格调作品展、幕后访谈等为期八周的活动，另据透露，其第二张单曲《弹跳》（Bounce）的MV，将于月底在Vevo首播。2013年3月16日，阿赛利亚宣布参与6月1日在伦敦举办的“Chime for Change”慈善演唱会，与碧昂丝、詹妮弗·洛佩兹等人同台献艺。2013年4月23日，阿塞莉娅宣布签约Island Def Jam公司。2013年4月26日，阿赛利亚第二支欧洲单曲《弹跳》在BBC广播一台首演。阿塞莉娅随后吐露，第二支美国单曲和第三支国际单曲，将收录于首张专辑，名为《改变你的生活》（Change Your Life）。阿塞莉娅表示将为专辑首次亮嗓。唱片由Grand Hustle Records发行，但阿塞莉娅并未与该公司签约。
2013年5月25日，阿塞莉娅亮相BBC广播一台于伦敦德里举办的周末狂欢节，在《我们信赖新音乐》（New Music We Trust）环节演唱了备受赞誉的狂欢节主题串烧。串烧歌曲包括其此前的EP和《反弹》、《工作》等专辑材料，是专辑在英国发布前的宣传演出。2013年6月，阿塞莉娅证实专辑接近完成，预定于2013年9月发行。2013年7月29日，阿塞莉娅表示10月和11月，将在碧昂丝卡特夫人秀世界巡回演唱会澳大利亚站为期17天的演出中，担任开场嘉宾。《新派古典》第三支单曲《改变生活》，2013年8月19日由BBC广播一台Xtra的《MistaJam》栏目首播。2013年10月3日，阿塞莉娅首次亮相黑人娱乐电视台《106 & Park》栏目，接受采访之余，现场表演跟T.I.表演了《改变生活》。
首张专辑的预定发售时间推迟至10月。阿塞莉娅接受澳大利亚《太阳先驱报》采访时透露，亮相卡特夫人秀世界巡演等承诺阻止专辑的发布，直到2014年3月才解禁。她表示：“官方日期？我哪晓得！说到这很让人沮丧。它说是三月初，离现在还很久，但我必须得接受。”她解释跳票背后的原因：“应该是在10月份时，我正打算跟碧昂丝巡演来着，他们的人不让我在搞巡演时发唱片，我被困在了澳大利亚，不能在电视上露脸，这三个星期真的不公平。他们后来说：‘你可不能趁着圣诞节发唱片，这不合时宜’，我说‘一月如何？’‘好吧，反正没人从假期中回过神来，又要全英音乐奖了，但你还不能发唱片，这种营销会招来严重的后果。”11月10日，阿塞莉娅在2013年MTV欧洲音乐奖上与罗宾·锡克共同演绎《模糊的轮廓》。

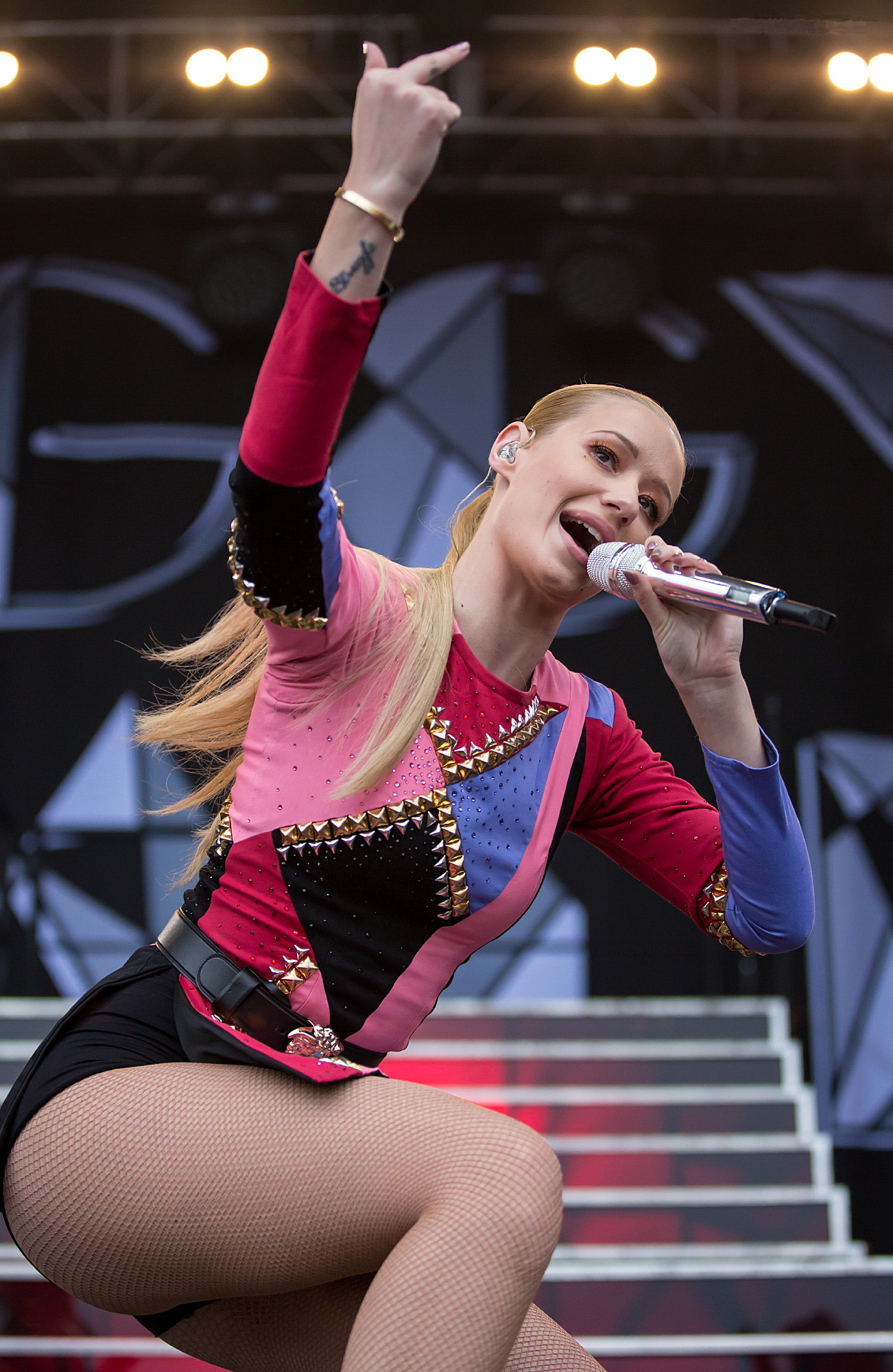
阿塞莉娅2014年10月于ACL音乐奖上表演

2013年12月5日，名为“produced by DJ Mustard”的用户在网上泄露了阿塞莉娅一首被冠以《Leave It》之名的初版单曲。阿塞莉娅随后发现该单曲由The Invisible Men and The Arcade制作，他参与了整张专辑的制作。2014年2月5日，阿赛利亚宣布推出新单曲《绚丽》，英国创作型歌手Charli XCX客串。歌曲于2014年2月6日格林尼治时间晚上7点，在BBC广播一台Xtra播出。歌曲首播后，《绚丽》被证实是此前遭泄的歌曲。2014年2月17日，《绚丽》作为专辑在英国的第四首单曲，被派至英国各大都市当代电台，成为她的打榜歌曲。《绚丽》的MV于3月4日发布，灵感源自1995年喜剧电影《独领风骚》。《绚丽》后来成为阿塞莉娅迄今最成功的单曲，是她首支在告示牌百强单曲榜打榜的单曲，同时占据热门说唱歌曲和舞曲排行榜首位。
阿塞莉娅拖延了许久的专辑《新派经典》于2014年4月21日正式亮相。伴随着发行，专辑在告示牌二百强专辑榜空降第一，首周在美国卖出5万2千份。《新派经典》是自美国说唱歌手妮琪·米娜的《粉紅星期五：妖言惑眾》（2012）以来，排行最高的女性说唱专辑。阿塞莉娅还是以375000份的销量位居第二的《粉色星期五》（2010）以来，首位专辑以榜首位置空降的女性说唱歌手。阿塞莉娅与美国歌手爱莉安娜·格兰德合作的单曲《麻烦》于2014年4月28日发行，该单曲是格兰德第二张录音室专辑的主打单曲。与此同时，阿塞莉娅还客串了詹妮弗·洛佩兹的第八张录音室专辑《A.K.A》。
2014年5月28日，《新派经典》第四支单曲《绚丽》在美国告示牌百强单曲榜位居榜首，使得阿塞莉娅成为第四位在该榜单打榜的女性独唱歌手。《麻烦》在该榜单升至第二位，让阿塞莉娅成为自披头士乐队以来，同时占据榜单状元和榜眼的艺术家。《绚丽》也荣登公示牌R&B/嘻哈单曲榜。2014年6月24日，阿塞莉娅与丽塔·奥拉合作的单曲《黑寡妇》，作为专辑的第五支单曲，被发往各大现代音乐电台，在百强单曲榜荣登第三。《新派古典再版》于2014年11月，新增五首单曲，包含单曲《乞求》。2014年11月，阿塞莉娅在澳大利亚杂志《美信》百大名人榜单位居榜首，理由是“鲜有澳大利亚女性在2014年取得的成就比伊基大”。阿塞莉娅在2014年版《澳大利亚音乐产业名录》Power 50排行榜中位列第46位，该榜单收录了澳大利亚乐坛各大腕。

### 2015-至今：大逃亡巡演及第二张专辑
2014年12月10日，阿塞莉娅宣布计划在明年搞体育场巡演，并透过Twitter宣布第二张录音室专辑的计划。同日，阿塞莉娅透露巡演名称《大逃亡之旅》和她想象自己是人们的音乐逃脱大师的背后的概念。阿塞莉娅还透露，巡演的名称也是她即将推出的第二张录音室专辑的名称，该专辑将在巡演中宣传。2015年3月10日，Def Jam唱片公司在声明中表示，“由于制作进程被拖延”，巡演被迫改期。巡演被推迟到秋季，于9月18日在加利福尼亚州圣迭戈拉开大幕。

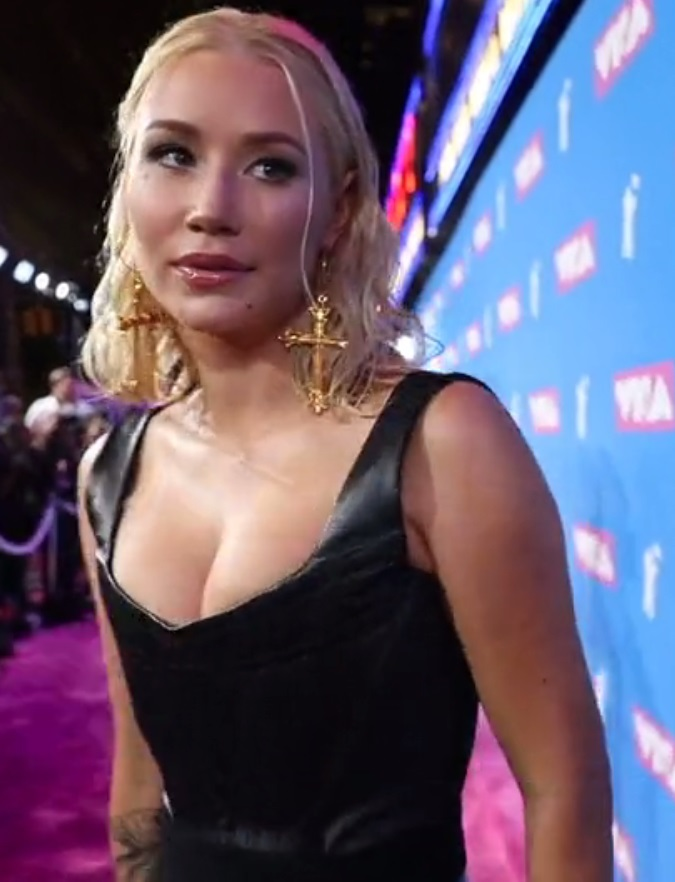
2018年8月，伊姬出席2018年MTV音樂錄影帶大獎。

2015年1月，阿赛利亚宣布开始创作第二张专辑。2015年3月，美国流行歌手布兰妮·斯皮尔斯在《人物》的采访中证实了自己第9张录音室专辑的首波主打单曲《Pretty Girls》中，阿塞莉娅将参与演唱，该曲将于2015年5月5日发布。阿塞莉娅和斯皮尔斯已于4月9日和10日在洛杉矶完成音乐录像带的拍摄。
2015年9月7日，阿塞莉娅公布了第二张专辑的名字“Digital Distortion”。宣传曲《Azillion》于2016年1月9日在SoundCloud首播。3月18日，专辑首支单曲《Team》正式发行，舞蹈版音乐录影带也在同日首播，的正式版音乐录影带于3月31日在Vevo首播。
在2019年3月14號在YouTube公開歌曲‘Sally Walker’。

## 其他经历
起初抗拒当模特的建议过后，阿塞莉娅2012年与时装界模特和艺人经纪公司威廉敏娜签约。同样在2012年，阿塞莉娅在李维斯的“Go Forth”（前进吧）宣传活动中亮相。阿塞莉娅也在霍兰之家的首个眼镜系列宣传中登场。2014年7月，MTV宣布阿塞莉娅将担任《风格满盈》的节目支持人。阿塞莉娅还参演了于2015年上映的《速度与激情7》。2014年8月，《纽约时报》第六版报道阿塞莉娅已与史蒂夫·马登合作生产定制鞋，产品于2015年2月首次亮相。2014年10月，伊基·阿塞莉娅和男友尼克·杨被宣布成为永远21假日宣传的新面孔。

## 音乐风格

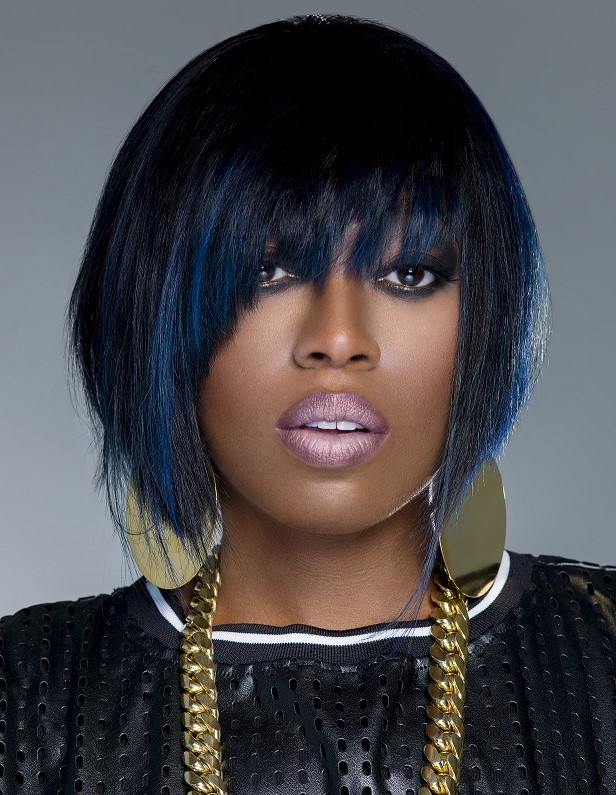
阿塞莉娅受到美国说唱歌手梅西·埃丽奥特和吐派克·夏库尔（图）的主要影响

尽管阿塞莉娅是澳大利亚人，但她用南方口音美语说唱。刚搬到美国时，阿塞莉娅就在迈阿密和亚特兰大的南方嘻哈舞台崭露头角，使得她的音乐逐渐受到南方的影响：“我在南方住了五年，从周围的环境和教我南方饶舌的老师那学到了东西，所以还是青少年时就受到音乐熏陶。”尽管阿塞莉娅的首张迷你专辑《荣耀》重在硬核说唱，也用上了其他流派，包括电子舞曲。
阿塞莉娅14岁开始说唱，11岁听到吐派克·夏库尔的《宝贝不哭（请抬起头II）》，从此迷恋上街舞：“这首歌使我爱上音乐，激发我对夏库尔的迷恋。后来我拿起笔开始写自己的歌。”在早期的采访中，阿塞莉娅经常谈到夏库尔的影响：“我体弱多病。墙上印满了夏库尔的每一幅画面。”她还提到她最受影响和钦佩的女性说唱歌手梅西·埃丽奥特。除了音乐，她的时尚感受到格蕾丝·凯莉、莉儿金、格温·史蒂芬尼、辣妹、维多利亚·贝克汉姆、法兰·卓雪等人的影响。

## 私生活
2011年底，伊基·阿塞莉娅透过美国唱片制作人Chase N. Cashe的介绍，开始与美国说唱歌手ASAP Rocky交往。两人的关系被她在2012年1月接受《Vibe》杂志采访时证实。也是在这个时候，她把Rocky突围录影带《Live.Love.A$AP》的名称纹在手指上。她表示这不是自己唯一个献给好友的纹身，只不过他还不知道罢了。2012年7月，Rocky表示已与伊基分手。2013年3月，阿塞莉娅几个月前透露已擦掉纹身的“A$AP”部分。
自2013年11月，她开始跟洛杉矶湖人球星尼克·杨交往，两人在加利福尼亚州塔扎纳同居。2015年6月，尼克杨向阿塞莉娅求婚成功。
2016年6月，阿塞莉娅在Instagram上宣布已和尼克·楊分手。同年，她与摩洛哥裔美国饶舌歌手弗伦奇·蒙塔纳短暂交往。
2018年底，阿塞莉娅开始与美国饶舌歌手Playboi Carti交往。据报道，二人于2019年12月分手。2020年6月，阿塞莉亚宣布她为Playboi Carti诞下一子。同年10月，阿塞莉娅声明称“我独自抚养我的儿子，我没在恋爱中”（I'm raising my son alone & I'm not in a relationship.）。12月下旬，阿塞莉亚透露Carti对她不忠且错过了他们儿子的出生。后来Carti拒绝在儿子的出生证明上签字。

## 音乐作品
- 《新派经典》（The New Classic，2014）－豪華版：《新派經典·升級版》（Reclassified，2014）
- 《In My Defense》（2019）

## 参演电影
| 名称            | 角色     | 备注               |
| --------------- | -------- | ------------------ |
| 《速度与激情7》 | 女赛车手 | 客串，首次電影演出 |

## 获奖和提名
在她的职业生涯中，伊基·阿塞莉娅获得众多大型音乐奖项的提名。2014年，她获得两项全美音乐奖说唱/嘻哈类别的奖项和另外四项提名，一项与爱莉安娜·格兰德共享的MTV音乐录影带大奖提名，这让她成为这些奖项中获提名最多的艺人。她还赢得了三个青少年选择奖和一个MTV欧洲音乐奖。她还赢得了2014年澳大利亚唱片业协会大奖最具突破艺人奖和2015年人民选择奖最受欢迎嘻哈艺人奖。
2014年11月，由于“鲜有澳大利亚人、女性或是其他人在2014年取得的成功比伊基还要大”，她在《美信》杂志百强澳大利亚人榜单中位居榜首。阿塞莉娅也在2014年版《澳大利亚唱片业协会五十强名录》中位列第46，该榜单汇聚了澳大利亚音乐界最具影响力的人物。在第57届格莱美奖上，阿塞莉娅入圍最佳新人、年度专辑、最佳合作表演（《绚丽》）、最佳饶舌专辑（《新派古典》）在内的四项提名。阿塞莉娅列入第9届《公告牌》女性音乐人年度总评榜。2014年12月9日，据称她在《公告牌》年终新秀艺人榜单中位居首位。2015年，阿塞莉娅在iHeartRadio音乐奖上获得五项提名，还在2015年公告牌音乐奖中获得12项提名。

## 巡演
领衔
- 新派经典巡演（2014）
- 大逃亡巡演（2015）[123]

客串
- XXL Freshmen现场巡演（2012）[124]
- Tyga - MTV Jams Presents: Closer To My Dreams 巡演（2012）[125]
- 瑞塔·奥拉 -奥拉巡演 （2012）[126]
- 瑞塔·奥拉 - 放射性（Radioactive）巡演（2013）[127]
- 纳斯 - 生活如此美好（Life Is Good）巡演（2013）[45]
- 碧昂丝 - 卡特夫人秀世界巡回演唱会（The Mrs.Carter Show World Tour） （2013）